# جون تي لايلي
جون تي لايلي (بالإنجليزية: John T. Lyle)‏ هو مهندس معماري أمريكي، ولد في 1934، وتوفي في 1998.